# Anatolij Bibilov
Anatolij Iljič Bibilov (osetinsko Бибылты Ильяйы фырт Анатолий, latinizirano: Bibelte Ilyâye fert Anatoliy, dob. 'bˈibəltə iˈlʲajə fərt anaˈtolij', rusko Анато́лий Ильи́ч Биби́лов), ruski in južnoosetijski vojaški častnik in politik, * 6. februar 1970, Chinval, Gruzija, Sovjetska zveza (danes Južna Osetija).
Je predsednik Južne Osetije.

## Življenjepis
Bibilov se je rodil v Južni Osetiji v času Sovjetske zveze. Po osmih letih šolanja je odšel v internat v Tbilisi za intenzivno vojaško in fizično usposabljanje, nato pa se je pridružil Rjazanski višji zračni poveljniški šoli. Po diplomi je bil je bil poslan v 76. gardno zračno-jurišno divizijo. Njegova divizija je bila vključena v združeni bataljon mirovnikov v Južni Osetiji. Nato se je pridružil južnoosetski vojski in poveljeval enoti posebnih sil. Med letoma 1998 in 2008 se je ponovno pridružil mirovnim silam, tokrat v bataljonu Severne Osetije. Bibilov je aktivno sodeloval v južnoosetijski vojni leta 2008 in organiziral obrambo enega od okrožij Chinvala pred gruzijskimi oboroženimi silami.
Oktobra 2008 je bil imenovan na mesto ministra za izredne razmere Južne Osetije. Bibilov je bil predsedniški kandidat Stranke enotnosti na južnoosetijskih predsedniških volitvah leta 2011. Zmagal je v prvem krogu, a v drugem izgubil proti Ali Džiojevi.
Kmalu je parlament Južne Osetije volitve razglasil za neveljavne. Volitve so bile naslednje leto ponovljene, za predsednika je bil izvoljen Leonid Tibilov, Bibilov pa ni sodeloval. Junija 2014 je bil izvoljen za predsednika parlamenta Južne Osetije. Trenutno je vodja stranke Združena Osetija, ki ga je nominirala za svojega kandidata na predsedniških volitvah v Južni Osetiji 2017. Bibilov je s 54,8 % glasov zmagal že v prvem krogu in funkcijo četrtega predsednika Južne Osetije prevzel 21. aprila 2017. Med njegovo inavguracijo so bile prisotne delegacije iz Gorskega Karabaha, Donecka in Luganske ljudske republike ter Rusije.
Bibilov podpira pridružitev Južne Osetije Ruski federaciji.